# Bhairamatti, Bagalkot
Bhairamatti là một làng thuộc tehsil Bagalkot, huyện Bagalkot, bang Karnataka, Ấn Độ.